# Erin go bragh

„Erin Go Bragh“-Flagge

Erin go bragh (oder auch Erin go braugh) ist die Anglisierung der irischsprachigen Phrase Éirinn go brách und wird benutzt, um die eigene Loyalität Irland gegenüber auszudrücken. Sie wird mit „Irland für immer“ übersetzt.

## Herkunft
Erin go bragh ist eine Anglisierung der irischen Phrase Éirinn go brách. Im heutigen Standard-Irischen lautet die Phrase Éire go brách. Éirinn ist der Dativ von Éire (= „Irland“). Die Verwendung des Dativs kann ihren Ursprung im dativischen Kontext haben, wie etwa in Go bhfanad in Éirinn go brách („Möge ich für immer in Irland bleiben“) oder Go bhfillead go hÉirinn go brách („Möge ich für immer nach Irland zurückkehren“). In einigen Dialekten haben zudem oft generell Dativformen wie Éirinn den Nominativ Éire ersetzt.
Das Wort brách (ältere Schreibung bráth) ist ein Substantiv mit der ursprünglichen Bedeutung „Urteil“, zumeist im religiösen Sinne als „Jüngstes Gericht“. Zusammen mit der Präposition go („bis“) bedeutet es „bis zum jüngsten Tag“ und ist so gleichbedeutend mit „für immer“ bzw. „ewig“. Es vermittelt allgemein die Bedeutung des Unveränderlichen, wie in den Ausdrücken Fan go brách! („Warte, bewege dich nicht, habe Geduld und warte noch ein wenig!“) oder Fuair sé an litir agus as go brách leis go dtí an sagart chun í a thaispeáint dó. („Er bekam den Brief und ging ohne zu warten zum Priester, um ihn ihm zu zeigen.“)
Eine Phrase, welche häufig mit Erin go Bragh verwechselt wird, ist Érinn go breá. Diese stammt jedoch von Tá Éirinn go breá („Irland ist großartig / sehr gut / exzellent“), und hat dementsprechend eine andere Bedeutung.

## Benutzung

### Anglo-Irische Nutzung
Seit der Emergenz der Irish Patriot Party und ihrem kontroversen Erfolg nach 1780 nutzten einige Gruppierungen, wie beispielsweise die Irish Wings, Slogans wie „Erin go bragh“ um die irische Identität hervorzuheben, auch wenn viele Mitglieder gar kein Irisch sprachen. Zur Zeit der irischen Rebellion von 1798 porträtierte der Londoner Karikaturist James Gillray den Anführer der Patriots, Henry Grattan, als einen Rebellen, zusammen mit Ausrufen wie „No Union“ ("Kein Act of Union 1800") und „Erin go brach“. Grattan war zu dieser Zeit kein Rebell, allerdings wirkten sich seine liberalen Ansichten negativ auf sein Image aus.

### Nationalismus der Emigranten
Im Laufe der Zeit wurde die Phrase anglisiert. Bereits 1847 wurde ausschließlich die Schreibweise „Erin go Bragh“ benutzt. Im selben Jahr schloss sich eine Gruppe irischer Freiwilliger mitsamt Deserteuren der U.S. Army der mexikanischen Streitkraft im Mexikanisch-Amerikanischen Krieg an. Diese als San Patricios bekannten Soldaten trugen eine grüne Flagge mit einer Harfe darauf, unter der „Erin go Bragh“ geschrieben stand. Verschiedene Variationen dieser Flagge wurden danach häufig benutzt, um den irischen Nationalismus auszudrücken.
Im Jahre 1862 gab es ein Emigrantenschiff, welches unter der Black Ball Line fuhr und den Namen „Erin go Bragh“ trug. Es trug zudem die zweifelhafte Ehre eine, bis zu diesem Zeitpunkt längste, 196-Tage-Reise unternommen zu haben, von Großbritannien nach Moreton Bay, Australien.
Nach einer unveröffentlichten, zeitgenössischen Rechnung fanden dabei viele den Tod. Zufälligerweise schaffte in der gleichen Woche ein anderes Schiff der Black Ball, die „Young Australia“, die bis dahin schnellste Atlantiküberquerung.

### Sport
Im späten 19. Jahrhundert benutzte der Hibernian Edinburgh „Erin go Bragh“ als sein Motto und ließ es auf seine Trikots drucken. 1875 durch Iren und die lokale katholische "St. Patrick’s"- Kirche gegründet, zeigen die Trikots eine goldene Harfe auf grünem Hintergrund, welche heutzutage immer noch in sehr vielen Spielen des Hibernian gesehen werden können.
1887 wurde ein Gaelic-Games-Club mit dem Namen „Erin go Bragh GAA“ in Clonsilla, Dublin, gegründet. Es gibt auch einen „Erin go Bragh GAA“-Club in Warwickshire in England.

### Weitere Benutzung
- Die Phrase fand auch in einem Wortspiel der New York Times Anwendung, als Ökonom Paul Krugman, bezogen auf die irische Finanzkrise von 2008 bis 2011, „Erin go broke“ schrieb.[5]
- Im Film Der blutige Pfad Gottes 2 übersetzt Murphy MacManus den Satz mit „Das ist irisch für Ihr seid im Arsch!“[6]
- Ein schottisches Lied mit dem Titel „Erin-go-Bragh“ aus dem 19ten Jahrhundert erzählt von einem Schotten, der in Edinburgh von einem Polizisten für einen Iren gehalten und angepöbelt wird, worauf es zu Handgreiflichkeiten kommt und der Erzähler schließlich fliehen muss. Die ersten beiden Verse[7] lauten:

"My name’s Duncan Campbell from the shire of Argyll
I’ve travelled this country for many’s the mile
I’ve travelled through Ireland, Scotland and a’
And the name I go under’s bold Erin-go-bragh
One night in Auld Reekie as I walked down the street
A saucy big polis I chanced for to meet
He glowered in my face and he gi’ed me some jaw
Sayin’ "When cam’ ye over, bold Erin-go-bragh?"
Eine Version des Liedes leitet Dick Gaughans Album Handful of Earth von 1981 ein.